# Meganura ingens
Meganura ingens är en stekelart som först beskrevs av Smith 1862.  Meganura ingens ingår i släktet Meganura och familjen bracksteklar. Inga underarter finns listade i Catalogue of Life.